# Andrianavoay
Andrianavoay (nombre que significa "cocodrilo noble" en malgache) es un género extinto de crocodilomorfo teleosauroideo machimosáurido cuyos restos se han encontrado en rocas de la época del Batoniense de la Formación Kandreho de Madagascar.
La especie tipo, A. baroni, fue nombrada originalmente como "Steneosaurus" baroni por E.T. Newton en 1893 basándose en un cráneo parcial catalogado como "NHMUK PV R 1999", y un osteodermo asociado procedente de Andranosamonta, Madagascar. En su tesis sin publicar de 2019, Michela Johnson acuñó el nomen ex dissertationae Andrianavoay para S. baroni. El género fue publicado formalmente en 2020.